# Lannes (Haute-Marne)
Pour les articles homonymes, voir Lannes.
Lannes est une ancienne commune française du département de la Haute-Marne en région Grand Est. Elle est associée à la commune de Rolampont depuis 1972.

## Géographie
Le village de Lannes est sur la rive droite du ruisseau du Val de Gris, il est traversé par les routes D121 et D127.

## Toponymie
Anciennes mentions : Laona (1169), Lonna (1225), Laogna (1242), Loona (1248), Laonnia (1291), Laanna (1334), Laanne (1464), Lannes (1559), Lanne (1609), Lannes (1793).

## Histoire
La seigneurie de Lannes appartenait à l'évêque de Langres et ressortissait directement à son duché-pairie. 
En 1789, ce village fait partie de la province de Champagne dans le bailliage de Langres.
Le 1er août 1972, la commune de Lannes est rattachée à celle de Rolampont sous le régime de la fusion-association.

## Politique et administration
| Période                                  | Période  | Identité          | Étiquette | Qualité |
| ---------------------------------------- | -------- | ----------------- | --------- | ------- |
|                                          | 2020     | Vanessa Caroillon |           |         |
| 2021                                     | En cours | Joël Deram        |           |         |
| Les données manquantes sont à compléter. |          |                   |           |         |

## Démographie
| 1793 | 1800 | 1806 | 1821 | 1831 | 1836 | 1841 | 1846 | 1851 |
| ---- | ---- | ---- | ---- | ---- | ---- | ---- | ---- | ---- |
| 500  | 485  | 556  | 525  | 629  | 634  | 525  | 515  | 515  |

| 1856 | 1861 | 1866 | 1872 | 1876 | 1881 | 1886 | 1891 | 1896 |
| ---- | ---- | ---- | ---- | ---- | ---- | ---- | ---- | ---- |
| 507  | 511  | 506  | 484  | 778  | 476  | 539  | 538  | 594  |

| 1901 | 1906 | 1911 | 1921 | 1926 | 1931 | 1936 | 1946 | 1954 |
| ---- | ---- | ---- | ---- | ---- | ---- | ---- | ---- | ---- |
| 416  | 602  | 549  | 291  | 288  | 262  | 255  | 226  | 257  |

| 1962 | 1968 | - | - | - | - | - | - | - |
| ---- | ---- | - | - | - | - | - | - | - |
| 253  | 243  | - | - | - | - | - | - | - |

## Lieux et monuments
- Église Saint-Gengoulf, construite au XIVe siècle, sa tour-clocher est fortifiée
- Chapelle Saint-Menge, rebâtie en 1840, elle est désaffectée au début du XXIe siècle

## Personnalités liées
- Paul Guillaume (1878-1962), psychologue